# Just a Fool

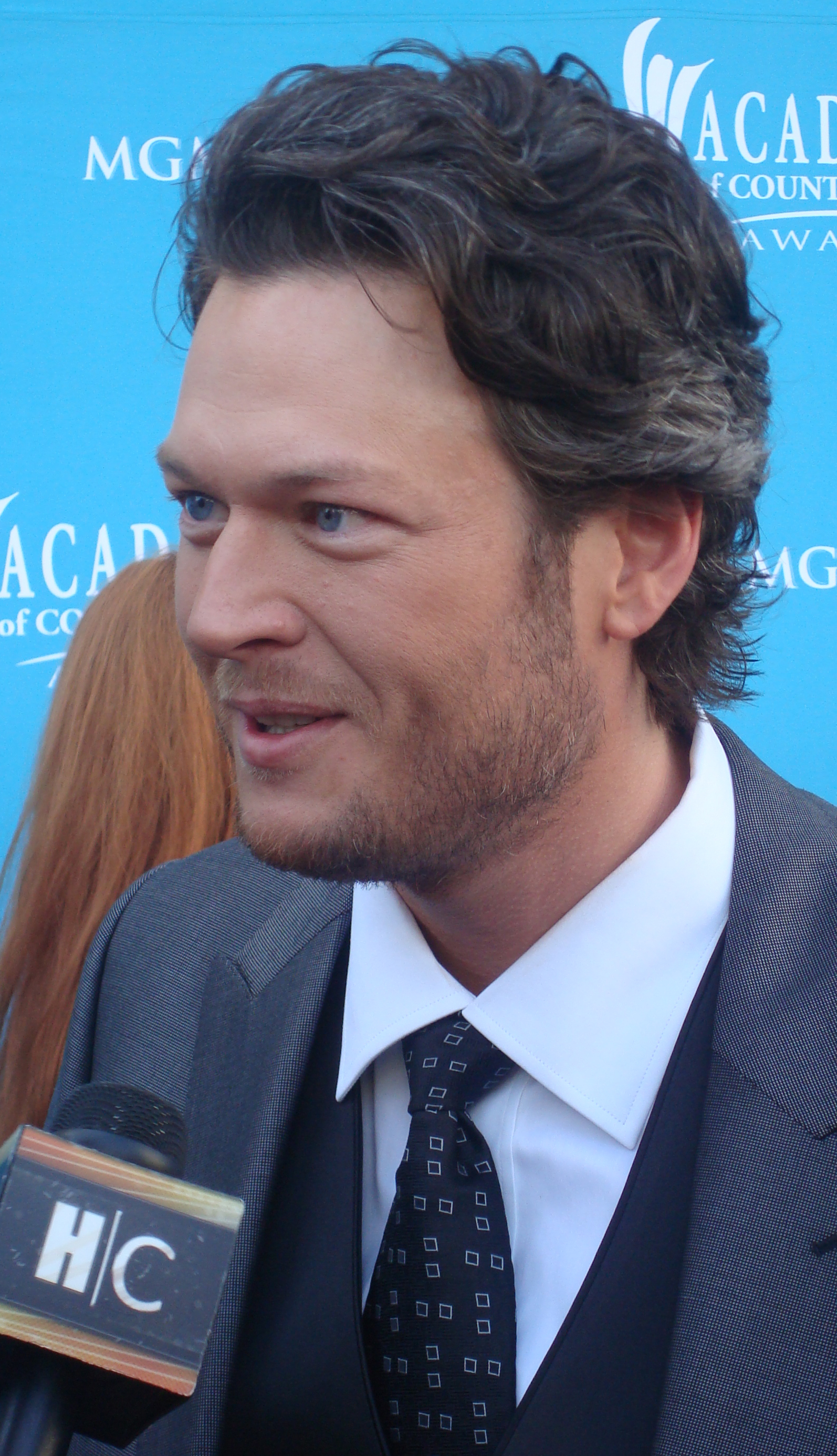
Wokalista country, juror w show The Voice i przyjaciel Aguilery, Blake Shelton, wystąpił w "Just a Fool" z gościnnym udziałem.

"Just a Fool" – piosenka country-popowa stworzona na siódmy album studyjny amerykańskiej piosenkarki Christiny Aguilery Lotus (2012). Powstały przy gościnnym udziale amerykańskiego wokalisty Blake’a Sheltona oraz wyprodukowany przez Steve’a Robsona, utwór wydany został jako drugi singel promujący krążek dnia 4 grudnia 2012 roku.
Piosenka została pozytywnie oceniona przez krytyków muzycznych, którzy chwalili głównie efekt współpracy wykonawców i odczuwalną pomiędzy nimi zażyłość, wokale obydwu oraz brzmienie charakterystyczne dla muzyki country. Recenzenci uznali również, że "Just a Fool" prawidłowo zamyka album Lotus (na trackliście standardowej edycji płyty figuruje jako ostatni z utworów). Singel objął miejsce 71. listy przebojów Billboard Hot 100 oraz 37. Canadian Hot 100. Zajął pozycje w Top 30 notowań przebojów singlowych w takich krajach jak Łotwa, Islandia, Tajwan czy Ukraina (gdzie uplasował się na miejscu pierwszym).

## Informacje o utworze
Aguilera i piosenkarz country Shelton wspólnie zasiadali w panelu jurorskim programu telewizyjnego stacji NBC The Voice i zostali przyjaciółmi w trakcie produkcji show. W jednym z udzielonych wywiadów Aguilera powiedziała: "Blake jest gwiazdą rocka, jest świetny. Jest bardzo żartobliwy, zabawny i bezpretensjonalny. Posiada wielkie serce". Pomysł nagrania duetu z Sheltonem zrodził się, gdy w kwietniu 2012 roku Aguilera rozpoczęła jeden ze swoich występów w The Voice od zaśpiewania fragmentu singlowej kompozycji wokalisty "Hillbilly Bone" (2009). Za pośrednictwem portalu społecznościowego Twitter Blake Shelton oznajmił, że interpretacja jego piosenki przez wykonawczynię sprawiła, iż oniemiał. Aguilera, również za pomocą krótkiej wiadomości na Twitterze, odpowiedziała: "Teraz musimy połączyć swoje siły w country'owym duecie, Blake! Trzymajmy się razem". Aguilera wyznała, że jej towarzysz musiał poświęcić swoje zobowiązania zawodowe i znaleźć czas, by z nią współpracować.
Utwór nagrywano w sumie w trzech studiach: londyńskim Northern Sky Music, Luminous Sound w Dallas oraz The Red Lips Room, osobistym studio Christiny Aguilery w jej rezydencji w Beverly Hills; w dwóch ostatnich pracowniach zarejestrowane zostały wokale wykonawców. 16 października 2012 ujawniono, że duet obu jurorów programu The Voice doszedł do skutku, piosenka nosi tytuł "Just a Fool" i zostanie uwzględniona na trackliście siódmego studyjnego albumu Aguilery Lotus. Autorami utworu są Steve Robson, Claude Kelly i Wayne Hector; Robson samodzielnie wyprodukował piosenkę. Kelly współpracował już z Aguilerą nad kompozycjami, które znalazły się na jej albumach z 2010 roku: studyjnym Bionic oraz soundtracku Burlesque. Nagrał też własne demo, a do napisania utworu zainspirowała go twórczość Aerosmith. Steve Robson wypowiedział się na temat kompozycji, w tym jej genezy, w jednym z wywiadów. Zapytany, jak wspomina pracę z Aguilerą, odpowiedział:

Piosenkę Christiny "Just a Fool" napisałem razem z Wayne’em Hectorem i Claude’em Kellym. Są moimi ulubionymi współpracownikami, obaj są wspaniali. Nasza trójka to świetne połączenie. Napisaliśmy ten utwór z zamiarem wysłania go Pink, która odłożyła go na pewien czas, aż w końcu wylądował on u Adama Lamberta. W ostatnim momencie został wycofany z płyty, ponieważ nie pasował stylem do całości nagrywanego wtedy albumu Maroon 5 i wrócił do nas. Wtedy Christina usłyszała piosenkę i pokochała ją, a kiedy nadarzyła się okazja do nagrania duetu z Blakiem Sheltonem, wykorzystała właśnie tę kompozycję.

Kelly odniósł się do piosenki w swoim podcaście z 1 maja 2020 roku i zaprezentował widzom dwie wersje demo: własną oraz nagraną przez Adama Lamberta. W październiku 2013 roku na temat nagrania wypowiedział się także Blake Shelton:

Ze wszystkich osób, z którymi śpiewałem dotychczas, tą, która zafascynowała mnie najbardziej, była Christina Aguilera. Nagraliśmy duet na jej album "Lotus", piosenka nazywa się "Just a Fool". Wystąpiliśmy z nią kilka razy. (...) Sposób, w jaki Aguilera śpiewa ten utwór, jest niesamowity − jej wokal naprawdę robi wielkie wrażenie.

"Just a Fool" jest balladą country-popową. Gatunkowo czerpie także z soft rocka i soulu oraz stylistycznie nawiązuje do muzyki lat osiemdziesiątych. Kompozycję rozpoczyna surowy gitarowy riff oraz średniego tempa bębnowy beat. Tekst utworu dotyczy bolesnego zerwania związku miłosnego, wykonawcy śpiewają z perspektywy rozstających się osób. W pierwszym wersie prymarnej zwrotki Aguilera śpiewa o przesiadywaniu samotnie w barze późną nocą. Piosenkarka i Shelton zaczynają śpiewać wspólnie w drugim refrenie. Melancholijny przyśpiew rozpoczyna wers: "Miałem serce nastawione na ciebie, lecz nikt inny nie rani tak jak ty".

## Wydanie singla
16 listopada 2012 roku ujawniono, że "Just a Fool" zostanie wysłany do amerykańskich radiofonii jako drugi singel promujący album Lotus, co nazajutrz potwierdził współautor kompozycji, Claude Kelly. Nastąpiło to pół miesiąca później − piosenkę przekazano stacjom radiowym 4 grudnia. Wytwórnia RCA Records podjęła decyzję o wydaniu "Just a Fool" na singlu w związku z sukcesem, z jakim ballada spotkała się wkrótce po wydaniu płyty Lotus; utwór uplasował się wysoko w notowaniu najczęściej nabywanych cyfrowo pojedynczych piosenek sklepu internetowego iTunes Store. Pomiędzy 19 a 25 listopada 2012 "Just a Fool" był w Stanach Zjednoczonych najczęściej udostępnianym za pośrednictwem serwisów internetowych (Facebook, Tumblr, Twitter i Spotify) utworem muzycznym. 4 grudnia singel został wydany amerykańskim radiom w formacie CHR. 18 lutego 2013 "Just a Fool" opublikowano w USA w formacie adult contemporary. Piosenkę wydano w Europie, pomimo pojawiających się początkowo informacji, jakoby "Just a Fool" miał był singlem promującym siódmy studyjny album Aguilery tylko w Ameryce Północnej. W Polsce ballada miała swoją premierę airplayową w ostatnim tygodniu listopada 2012.
Utwór zadebiutował na pozycji dziewięćdziesiątej drugiej listy przebojów Billboard Hot 100, stając się drugim duetem pomiędzy Aguilerą a innym jurorem programu telewizyjnego The Voice, który został zestawiony w notowaniu (pierwszym była współpraca wokalistki z zespołem Adama Levine'a Maroon 5 przy singlowym "Moves Like Jagger"). W drugim tygodniu obecności na amerykańskim Hot 100 "Just a Fool" osiadł na szczytnej pozycji siedemdziesiątej pierwszej. W Kanadzie piosenka objęła miejsce trzydzieste siódme listy Canadian Hot 100. Choć na prestiżowych listach przebojów "Just a Fool" nie odniósł sukcesu, zajął pozycje w Top 20 w oficjalnych notowaniach Boliwii, Cypru, Filipin, Islandii, Malty, Paragwaju (pozycja #1), Peru, Singapuru (#1), Słowenii, Tajwanu i Ukrainy (#1). Ponadto 21 stycznia 2013 utwór uplasował się na szczycie indonezyjskiego zestawienia Creative Disc Top 50 Singles, a w Armenii, w lutym, zajął drugie miejsce listy najpopularniejszych singli, będąc notowanym o pięć oczek wyżej niż pierwszy singel z albumu Lotus, "Your Body" (piosenka objęła 7. miejsce w 2012 roku). W Korei Południowej, w cotygodniowym notowaniu singli wydawanym przez Gaon Chart, "Just a Fool" objął jako najwyższe miejsce sto dwudzieste czwarte. Do końca listopada 2012 w Korei Południowej sprzedano ponad dwa tysiące trzysta egzemplarzy utworu w systemie digital download. W USA wyprzedano w sumie osiemset tysięcy kopii singla.

## Opinie
Zdaniem Chelsea Lewis, redaktorki witryny internetowej thecelebritycafe.com, "Just a Fool" jest jednym z dziesięciu najlepszych utworów w karierze Aguilery, a w opinii Gary'ego Jamesa, piszącego dla portalu Entertainment Focus, to jeden z pięciu jej najlepszych duetów.

### Recenzje
Krytycy muzyczni pozytywnie ocenili kompozycję. Robert Copsey z serwisu internetowego Digital Spy uznał, że "piosenka sprawia wrażenie powstałej przymusowo (jako duet Aguilery z ostatnim z trzech jurorów programu The Voice, Blakiem Sheltonem − przyp.), ale w rzeczywistości wcale nie jest zła". "Podobnie jak większość utworów country, 'Just a Fool' jest pełen melancholii i posiada refren rodem z wieczorów wspólnego śpiewania. Prawdę mówiąc, są powody, by kawałek został zachowany jako finisz albumu Lotus" − kontynuował Copsey w swej recenzji. Chris Younie (4music.com) pochwalił piosenkę za bycie "dojrzałą, wyrafinowaną i niepodobną do reszty materiału z Lotus". Recenzentka strony revisionesdelamusica.com stwierdziła, że w 'Just a Fool' "głosy obu artystów świetnie się uzupełniają, a całość potrafi wzruszyć". Andrew Hampp, współpracujący z magazynem Billboard, wydał pochlebną recenzję: "Aguilery gigantyczne, krwawe pchnięcie na country soul (...) powoduje, że głośniki terkoczą, a z baru leje się whiskey; wszystko za sprawą epickiego refrenu, który zwiększa objętość głośnika wraz z czasem trwania piosenki". "W przypadku, gdybyś zapomniał, że Aguilera jest wokalistką przez duże "W", ten utwór jest skłonny o tym przypomnieć" − zakończył Hampp. W nad wyraz pozytywnym omówieniu dla dziennika Newsday Glenn Gamboa napisał, że "Aguilera i Shelton opróżniają swoje złamane serca we wspaniale śpiewanej piosence o zerwaniu związku − piosence, która powinna zająć miejsce obok 'Beautiful' i zostać wliczona w poczet najbardziej popisowych momentów kariery Christiny". Recenzując album Lotus, Mike Wass (Idolator) porównał ze sobą dwie współprace Aguilery: z Cee Lo Greenem ("Make the World Move") i Blakiem Sheltonem ("Just a Fool"). Balladę uznał za lepszą od utworu nagranego z Greenem; napisał, że "Just a Fool" to "szokująco atrakcyjna piosenka country". Sarah Godfrey z pisma The Washington Post podsumowała utwór jako "szczery, country-popowy kawałek dołączony na końcu albumu", Stephen Thomas Erlewine z serwisu AllMusic okrzyknął go "wolnym, bluesowym zamykaczem". Christina Garibaldi, prowadząca kolumnę MTV News na stronie internetowej stacji MTV, uznała, że "Blake wnosi w tę bolesną balladę swój gładki wokal i country'owy błysk, które (...) wtapiają się w dudniący głos Aguilery". Według Melindy Newman (HitFix.com), Blake Shelton okazał się dla Christiny Aguilery idealnym partnerem do nagrania utworu, a "Just a Fool" ma szansę okazać się przebojem na rynku muzyki country. Michael Galluci (PopCrush) pochwalił "gardłową chrypkę" wokalistki, dodając, że "brzmi ona świetnie". Recenzując płytę siódmy studyjny album Aguilery, Paweł Gzyl ze strony onet.pl doszedł do wniosku, że w porównaniu z resztą materiału "najlepiej wypada kończący całość tęskny blues − 'Just a Fool' − w którym przejmujący duet z Aguilerą tworzy gwiazda country Blake Shelton". Zdaniem Jeremy'ego Thomasa (411mania.com) "piosenka koncentruje się głównie na komforcie Sheltona, przez co dwa głosy (jego i Aguilery − przyp.) ładnie się uzupełniają". Dziennikarz pracujący dla czasopisma The New York Times opisał kompozycję jako "zaskakująco ciepły duet", a Molly Lambert (Grantland.com) okrzyknęła ja "wielką balladą". Sal Cinquemani, recenzent piszący dla Slant Magazine, był negatywnie nastawiony do piosenki i wydał jej nieprzychylną ocenę, pisząc: "'Just a Fool' to niewłaściwy duet country, który sprawia wrażenie taniego, wymuszonego chwytu". Redaktorzy strony maximumpop.co.uk podsumowali "Just a Fool" jako utwór przewidywalny, lecz smutny i wzbudzający emocje. Dziennikarz Josep Vinaixa porównał kompozycję do dokonań zespołu Lady Antebellum oraz komplementował wspólną pracę wokalną Aguilery i Sheltona. Zdaniem Vinaixy, "Just a Fool" to rozsądnie wybrany singel, który powinien zostać pozytywnie przyjęty na amerykańskim rynku muzycznym. Właściciel witryny o nazwie The Bland Is Out There uznał, że piosenka zasługuje na owacje na stojąco.

## Promocja
19 listopada 2012 Aguilera i Shelton wspólnie wykonali "Just a Fool" w występie na żywo podczas jednego z odcinków telewizyjnego show The Voice, w którym oboje zasiadają w panelu jurorskim. Wykonawcy pojawili się po przeciwnych stronach sceny w swobodnym, codziennym stroju nim przeszli wspólnie na środek estrady i razem odśpiewali drugi refren. Aguilera, słynna ze swojej wysokiej skali głosu, zredukowała popisy wokalne do minimum, śpiewając w stonowany sposób. Pod koniec występu wokaliści uściskali się przyjaźnie. Caila Ball, redaktora serwisu Idolator, napisała: "To był odświeżająco okrojony występ w wydaniu Xtiny − która, o dziwo, weszła na scenę w jeansach. Blake z kolei wyglądał trochę nieswojo, pozostawiony na estradzie bez gitary i krzesła". 7 grudnia 2012 Aguilera i Shelton powtórzyli występ, tym razem w talk-show The Ellen DeGeneres Show.

## Spuścizna
Piosenkę zaśpiewali uczestnicy telewizyjnych programu typu talent show: Paul Jolley (American Idol, 2013) i Sabrina Myer (Superstar, 2014). W lipcu 2013 roku Charice Pempengco wykonała utwór w porannym talk-show Kris TV na antenie ABS–CBN. Kelly Clarkson wykonała cover nagrania w swoim talk-show (The Kelly Clarkson Show) 12 lutego 2021 roku. Blake Shelton zaśpiewał utwór w duecie z Wendy Moten podczas finałowego odcinka 21. sezonu programu The Voice.

## Listy utworów i formaty singla
Ogólnoświatowy digital download
- "Just a Fool" – 4:14

Singel promocyjny
- "Just a Fool" – 4:14

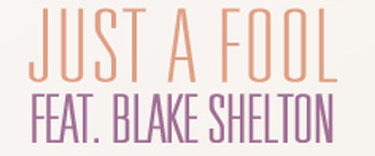
Fragment okładki singla w formacie digital download.

- "Your Body" (Oxford Hustlers Radio Mix) − 3:42

## Remiksy utworu
- 1# Remix Simple Unfinished Dj Maulopes − 5:06
- The Corwyn Rock Remix − 4:13
- ClubCreate Stunning Remix − 4:49

## Twórcy
| - Główne wokale: Christina Aguilera - Producent: Steve Robson - Autor: Steve Robson, Claude Kelly, Wayne Hector - Gitara: Luke Potashnick, Steve Robson - Skrzypce: Pete Whitfield, Sarah Brandwood-Spencer, Alex Stemp, JulieAnn Cole, Charisma L. Worthington - Wiolonczela: Simon Turner, Ruth Owens | - Producent wokalu: Christina Aguilera, Claude Kelly - Nagrywanie: Sam Miller - Nagrywanie wokalu: Oscar Ramirez - Programming: Steve Robson - Aranżacja: Steve Robson, Pete Whitfield - Wokale wspierające: Blake Shelton |

## Pozycje na listach przebojów
| Kraj/region       | Notowanie (2012/2013)  | Wydawca         | Najwyższa pozycja |
| ----------------- | ---------------------- | --------------- | ----------------- |
| Armenia           | Official Singles Chart | IFPI            | 2                 |
| Boliwia           | Official Singles Chart | IFPI            | 12                |
| Chorwacja         | Top 100 Airplay        | YE              | 44                |
| Cypr              | Official Singles Chart | ΕΕΠΗ            | 10                |
| Filipiny          | Official Singles Chart | PARI            | 18                |
| Indonezja         | Top 50 Singles         | Creative Disc   | 1                 |
| Islandia          | Official Singles Chart | IFPI            | 4                 |
| Kanada            | Canada AC              | Billboard       | 26                |
| Kanada            | Canadian Hot 100       | Billboard       | 37                |
| Korea Południowa  | Top 100 Singles        | Gaon Chart      | 124               |
| Łotwa             | Top 50 Airplay         | IFPI            | 26                |
| Malta             | Top 20 Singles         | IFPI            | 14                |
| Paragwaj          | Official Singles Chart | IFPI            | 1                 |
| Peru              | Top 100 Singles        | IFPI            | 12                |
| Rumunia           | Top 100 Singles        | Music & Media   | 100               |
| Singapur          | Official Singles Chart | IFPI            | 1                 |
| Słowacja          | Top 100 Singles        | IFPI            | 45                |
| Słowenia          | Official Singles Chart | IFPI            | 15                |
| Stany Zjednoczone | Adult Contemporary     | Billboard       | 23                |
| Stany Zjednoczone | Adult Top 40           | Billboard       | 27                |
| Stany Zjednoczone | Billboard Hot 100      | Billboard       | 71                |
| Stany Zjednoczone | Digital Songs          | Billboard       | 25                |
| Stany Zjednoczone | R&R CHR/Pop Charts     | Radio & Records | 39                |
| Tajwan            | Top 50 Singles         | RIT             | 7                 |
| Ukraina           | Official Singles Chart | FDR/IFPI        | 1                 |

Notowania radiowe
| Kraj     | Notowanie (2013) | Wydawca       | Najwyższa pozycja |
| -------- | ---------------- | ------------- | ----------------- |
| Singapur | 98.7 FM Top 20   | 98.7 FM Radio | 1                 |
| Słowenia | Hitovih 40       | Radio HIT     | 5                 |

## Historia wydania
| Region            | Data              | Format           | Wytwórnia                |
| ----------------- | ----------------- | ---------------- | ------------------------ |
| Indonezja         | 19 listopada 2012 | airplay          | RCA Records              |
| Polska            | 26 listopada 2012 | airplay          | Sony Music Entertainment |
| Stany Zjednoczone | 4 grudnia 2012    | airplay          | RCA Records              |
| Niemcy            | 29 marca 2013     | digital download | Sony Music Entertainment |